# José Camarón Boronat
José Camarón Bonanat (o Boronat) (Segorbe, Castellón, 18 de mayo de 1731-Valencia, 14 de julio de 1803) fue un pintor, dibujante y grabador español de la segunda mitad del siglo XVIII. El segundo apellido del artista ha suscitado dudas; las reseñas habituales dicen que es Boronat, pero biografías más actuales precisan que es Bonanat y así figuran sus obras en instituciones como el Museo del Prado y el Museo de Bellas Artes de Valencia. 

## Vida y obra
Nacido en Segorbe el 18 de mayo de 1731, fue miembro de una saga de artistas: su padre, Nicolás Camarón, fue escultor y sus hijos, Manuel y José Camarón Meliá, serían pintores.
Inició sus estudios artísticos con su padre, el escultor Nicolás Camarón. Al morir su padre, cuando José tenía dieciocho años, continuó sus estudios con su tío, Eliseo Boronat, pintor de miniaturas, y con el fraile dominico y pintor rococó Miguel Posadas. En 1752 se trasladó a Madrid con el objeto de perfeccionar sus estudios.

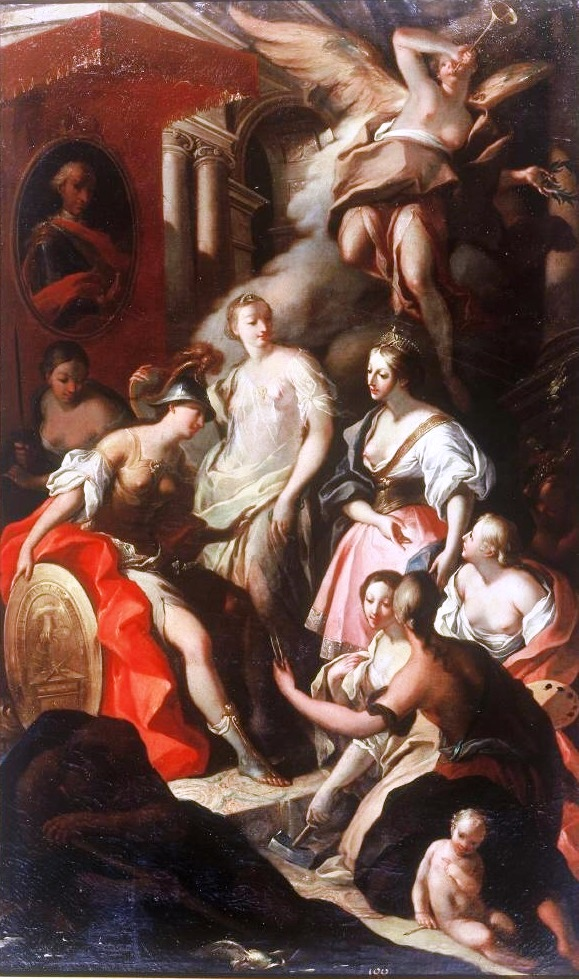
Valencia presentando las artes a Minerva (Museo de Historia de Madrid)

Su obra se caracteriza en general por el efecto claroscuro, la belleza del colorido, la armonía de la composición y la cuidada técnica, así como por su gama cromática de tonalidades suaves y en ocasiones nacaradas y por sus grandes composiciones resueltas con gran maestría. Sus obras tal vez más estimadas ahora son las escenas de majos, al modo de Goya, como El bolero del Museo del Prado. En ellas plasma las figuras con un canon estilizado y gestos delicados, en cierta conexión con Luis Paret.
En su primera etapa se dedicó a la pintura de paisajes, pintó miniaturas y copió a los maestros del barroco, como Tiziano, Rubens, Van Dyck y Murillo. En 1754 regresó a Valencia, donde fue nombrado profesor de pintura en la recién creada Academia de Santa Bárbara, que dio origen a la que se funda en 1768, por mediación de Carlos III,  pasando a llamarse Real Academia de San Carlos. La  Real Academia de San Fernando de Madrid le aceptó en 1762 como miembro de mérito, y en 1765 fue nombrado director de la Academia de Santa Bárbara, sin dejar de mantener sus contactos con la capital. Figura entre los fundadores de la Real Academia de San Carlos siendo una de sus enigmáticas obras la que facilitó obtener el beneplácito del rey para que se impulsase el proyecto desde la capital: Valencia presentando las artes a  Minerva,  también nombrado Minerva y la Ciudad de Valencia, en figura de matrona, rodeada por ninfas, representando las Tres Nobles Artes, o en otras fuentes Homenaje a Carlos III como protector de las Artes. El óleo en cuestión, expuesto ahora en el Museo de Historia de Madrid, encabezó un lote de obras de artistas valencianos enviado a la academia madrileña con el objeto de obtener el visto bueno del rey. Carlos III favoreció el proyecto mediante una dotación económica, fundándose en 1768 la Real Academia de San Carlos, en la que José Camarón desempeñaría la plaza de director de Pintura, vacante desde el fallecimiento de Cristóbal Valero, y  el puesto de director general entre 1796 y 1801.

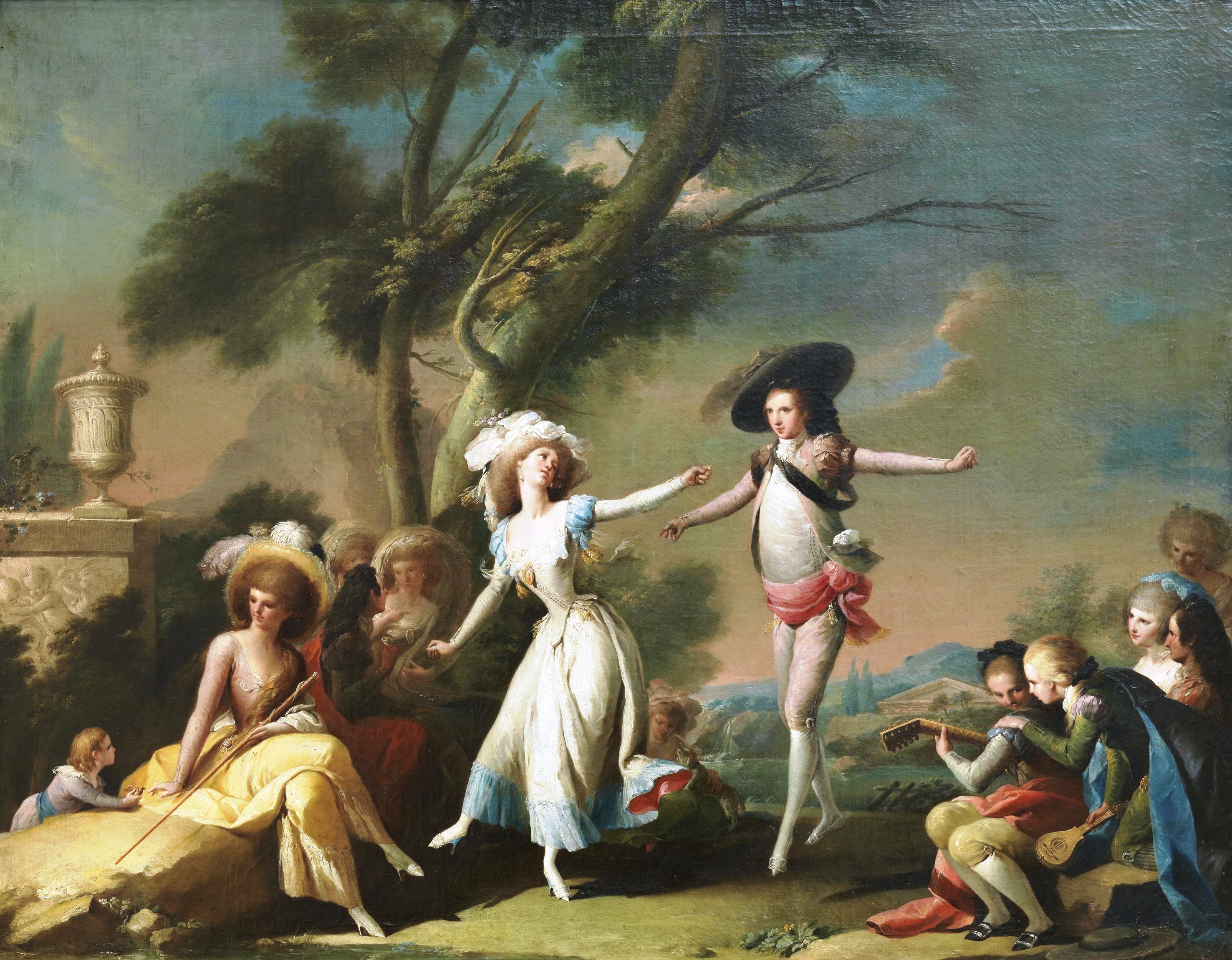
El bolero, hacia 1785 (Museo del Prado).

Además de su faceta como pintor, José Camarón dominó la técnica del pastel así como el grabado al aguafuerte. Ejemplo de esto último es su estampa El Padre Eterno, que reproduce el techo pintado por Francisco Bayeu hacia 1791 en el oratorio del Palacio de Aranjuez; un ejemplar de este grabado se conserva en el Prado.
Fue amigo de Francisco Pérez Bayer, quien le encargó que decorara con sus pinturas la iglesia de Santo Tomás de Villanueva, que estaba acabando de construir en Benicasim (Castellón). Camarón es autor de los lienzos y frescos que la decoran, en la que trabajó hasta 1776. Además de este trabajo, Pérez Bayer, le encargó otros tantos que se encuentran en distintos organismos valencianos y catalanes. Camarón también participó en el ciclo de pinturas con que se embelleció el nuevo templo de San Francisco el Grande de Madrid.
De entre sus obras cabe destacar los frescos de la catedral segorbina que inició en el año 1800. Tras su muerte, ocurrida tres años más tarde, la obra fue continuada por su hijo Manuel Camarón Meliá que la finalizó en 1806.